# مارك غريفيثز
مارك غريفيثز (بالإنجليزية: Mark Griffiths)‏ هو موسيقي بريطاني، ولد في القرن العشرين.

## وصلات خارجية
- مارك غريفيثز على موقع ميوزك برينز (الإنجليزية)
- مارك غريفيثز على موقع أول ميوزيك (الإنجليزية)
- مارك غريفيثز على موقع ديسكوغز (الإنجليزية)